# Hatton Cross (métro de Londres)
Hatton Cross est une station de la Piccadilly line du métro de Londres. Elle est située dans l'Aéroport de Londres-Heathrow.

## Situation sur le réseau

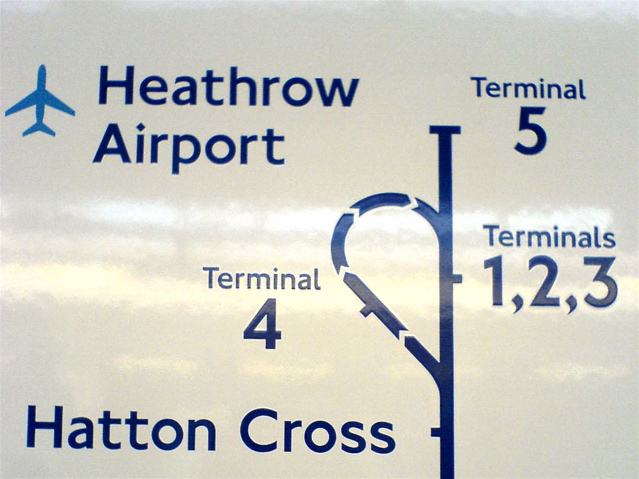
Carte des quatre stations de l'Aéroport de Londres-Heathrow.

## Histoire
La station est mise en service le 19 juillet 1975 comme la première parte de l'extension de la Piccadilly line vers l'Aéroport de Londres-Heathrow. Il y a aussi une gare routière (Hatton Cross Bus Station) proche de la station.

## Services aux voyageurs

### Accès et accueil

Accès à la station
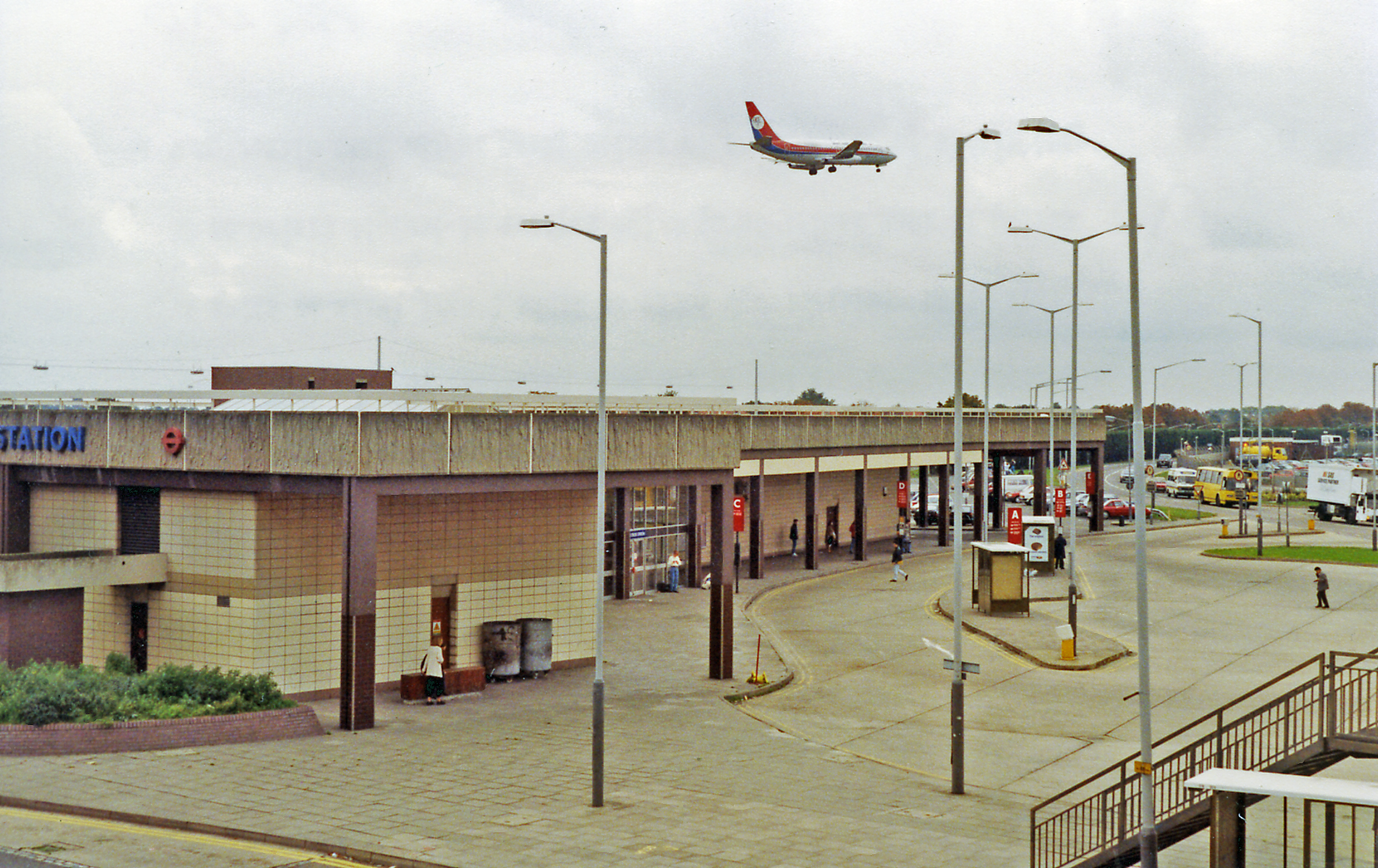
Entrée en 1992.
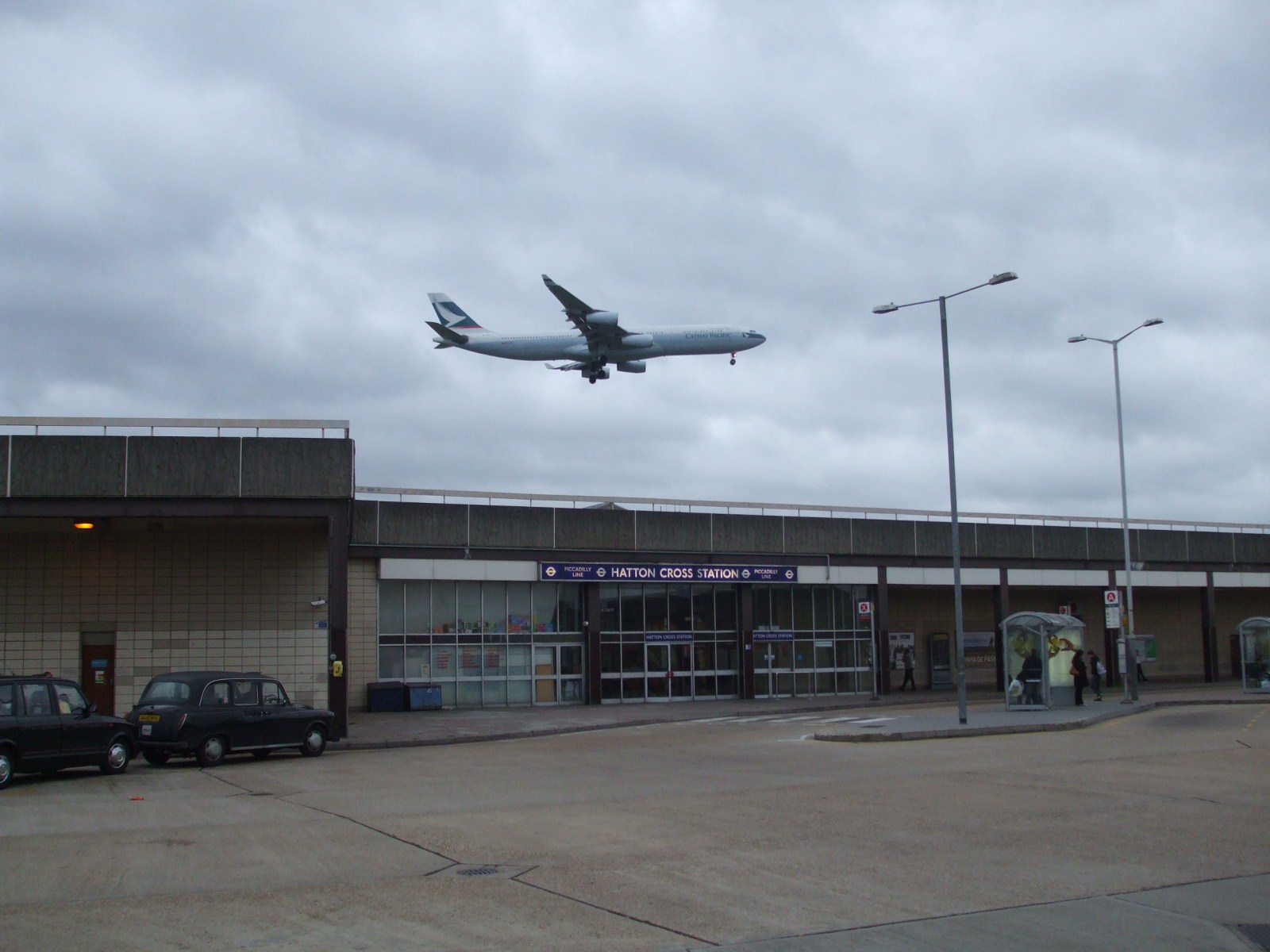
Entrée en 2008.

## À proximité
La station est située sur le bord oriental de l'Aéroport de Londres-Heathrow. Juste à l'ouest de la station, se trouve le site de l'accident d'aviation du Vol British Airways 38 (2008).